# Partnerstwo publiczno-publiczne
Partnerstwo publiczno-publiczne (PuP) to partnerstwo pomiędzy administracją rządową lub inną władzą publiczna i innym ciałem np. organizacją non-profit w celu dostarczania usług lub udogodnień, czasami w celu przekazania umiejętności technicznych i ekspertyz w ramach międzynarodowych projektów rozwojowych. Partnerami mogą być lokalne, regionalne, stanowe, prowincjonalne, plemienne, mniejszościowe rządy, rządy narodowe i federalne, dyrekcje szkół, zarządu parków, organizacje pozarządowe, związki zawodowe, fundusze emerytalne, samorządy zawodowe, oraz rządy, organizacje pracownicze, organizacje pozarządowe i wspólnoty lokalne w krajach rozwijających się.
Partnerstwo publiczno-publiczne jest przeciwstawiane Partnerstwu publiczno-prywatnemu (PPP). 
PPP obejmuje swoich działaniem kontrakty pomiędzy rządem a korporacjami w celu projektowania, budowy, finansowania, utrzymywania i kierowania usługami publicznymi takimi jak np. szkoły, szpitale i mosty. W ostatnich dekadach uczestnikami PPP bywały duże globalne korporacje. 

## Partnerstwo publiczno-publiczne w zakresie gospodarki wodą
The Yokohama Waterworks Bureau jako pierwsza rozpoczęła szkolenia w ramach PuP oraz PPP w 1980 roku – japońska instytucja szkoliła pracowników w innych krajach azjatyckich. Cały czas znacznie popularniejsze pozostaje partnerstwo publiczno-prywatne (44 kraje zdecydowały się na udział sektora prywatnego). 
Wodne partnerstwo publiczno-publiczne było stosowane przez ostatnie 20 lat na wszystkich kontynentach. W ostatnich latach udział tej formy rośnie niezwykle dynamicznie. Jest ono używane jako alternatywne narzędzie poprawy zarządzania publicznymi zasobami wodnymi.